# La Hoya (Castille-et-León)
Pour les articles homonymes, voir La Hoya.
La Hoya est une commune de la province de Salamanque dans la communauté autonome de Castille-et-León en Espagne.